# ماتياس لاسين
ماتياس لاسين هو لاعب هوكي الجليد دنماركي، ولد في 15 مارس 1996 في Rødovre ‏ في الدنمارك.

## وصلات خارجية
- ماتياس لاسين على موقع EliteProspects.com (الإنجليزية)
- ماتياس لاسين على موقع Eurohockey.com (الإنجليزية)
- ماتياس لاسين على موقع HockeyDB.com (الإنجليزية)
- ماتياس لاسين على موقع أوليمبيديا (الإنجليزية)